# Deva Victrix
Deva Victrix, o simplement Deva, fou una ciutat-fortalesa legionària ubicada a la província romana de Britànnia. Nascuda com un simple assentament, va evolucionar fins a convertir-se en la ciutat de Chester, capital del modern comtat de Cheshire (Anglaterra). La Legio II Adiutrix la va construir a la dècada dels anys 70 del segle i, com a fortalesa defensiva en el seu avenç contra els brigants, una tribu que habitava al nord de l'illa.
Diversos factors han portat a pensar que era destinada a allotjar una base militar des de la qual s'iniciaria una futura invasió a Irlanda; entre aquests factors destaquen la presència d'una estructura el·líptica única a les fortaleses imperials, doncs el mètode emprat en la construcció i la mida (un 20% més gran que la resta dels forts de la zona) no són gens usuals. De fet, certs historiadors es basen en aquests factors a l'hora d'identificar-la com la capital de la Gran Bretanya. A l'interior s'hi van edificar barracons, graners, casernes militars, banys i un edifici de forma el·líptica del qual es diu que podria haver sigut la seu del governador de la província. La fortalesa va ser reconstruïda en pedra a final del segle i, quan va ser ocupada per la Legió XX Valèria Victrix; una nova reconstrucció va seguir dos segles més tard. És probable que aquesta legió romangués a la fortalesa fins que aquesta va caure en desús, fet esdevingut a final del segle iv o a començament del segle v.
A l'entorn de la fortalesa va sorgir un assentament civil, l'emplaçament del qual va impulsar la construcció d'un amfiteatre al sud-est de la fortalesa. L'amfiteatre romà de Chester va ser l'edificació militar més extensa de la Britànnia; de fet podia s'hi podien allotjar unes 8.000 o 10.000 espectadors. Aquest assentament militar va romandre habitat després de l'abandonament per part dels romans, i va créixer fins a convertir-se en el que avui en dia és la moderna ciutat de Chester. Al voltant de la fortalesa es van construir una sèrie d'assentaments, entre els quals destaca Boughton - ciutat que abastava aigua a la zona - i Handbridge - on es localitzava una pedrera de gres i el Santuari de Minerva. Aquest santuari és l'únic temple construït en pedra dels existents a Britànnia.

## Història

### Fundació

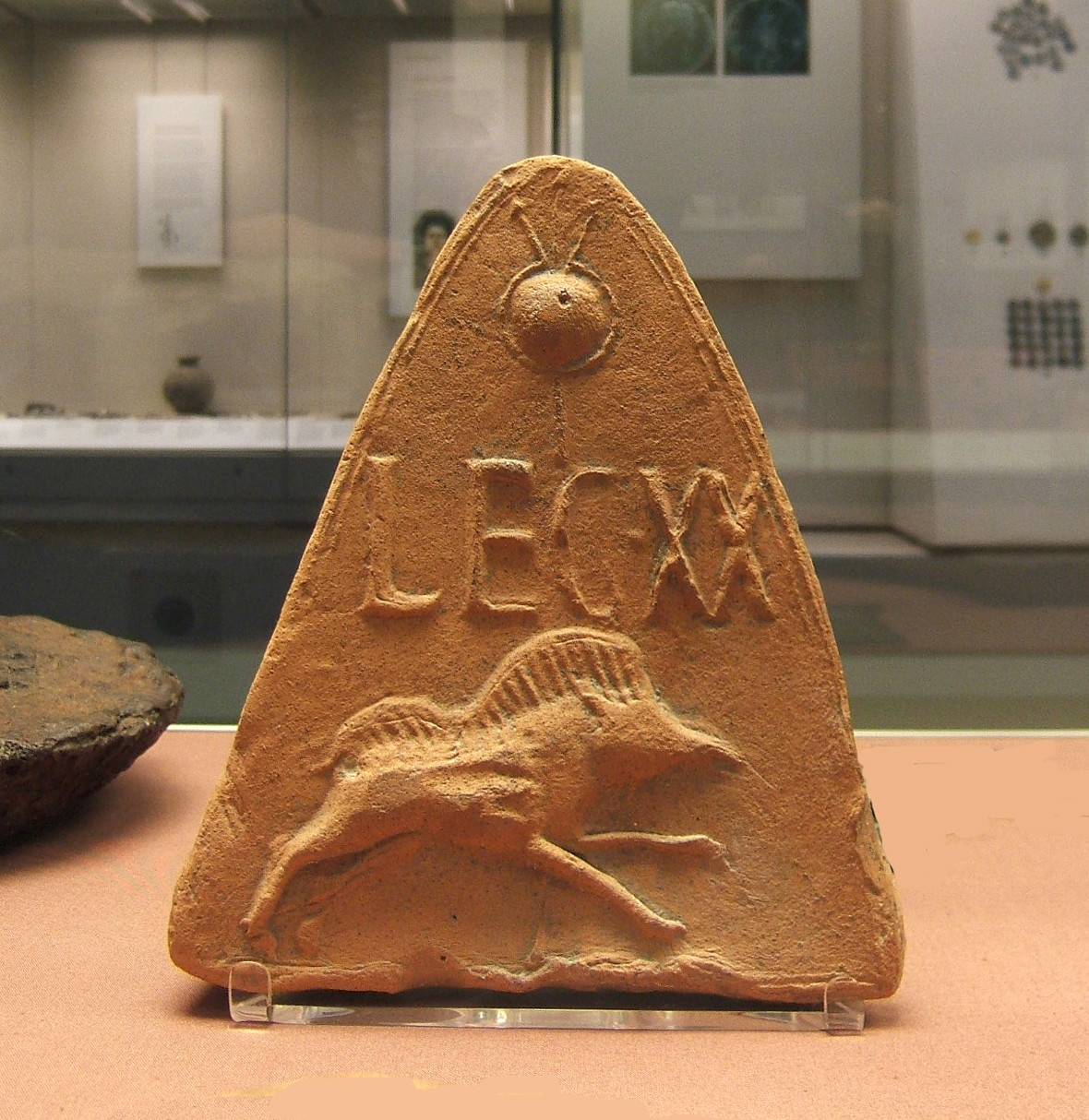
Un antefix romà que mostra la insígnia i l'estendard de la Legió XX Valèria Victrix.

Segons els escrits del geògraf Claudi Ptolemeu, Deva estava situada a les terres dels cornovis celtes. Els cornovis eren una tribu les fronteres de la qual limitaven amb els brigants al nord i els ordòvics a l'oest, i les terres dels quals comprenien part del que avui es coneix com a Cheshire, Shropshire, i el nord de Gal·les.
Quan van fracassar les negociacions entre l'Imperi i els brigants, una tribu celta que ocupava gran part del Nord d'Anglaterra, els romans van decidir que valia millor conquerir-los per a pacificar aquests territoris. Les campanyes que van liderar els comandants romans Sext Juli Frontí i Gneu Juli Agrícola van acabar amb la presa del nord de l'illa. Aquesta expansió (efectiva durant el regnat de l'emperador Vespasià) va revelar la necessitat d'edificar una nova base militar als voltants de la nova frontera. El territori de Chester constituïa un lloc ideal per erigir una fortalesa; tenia accés al mar a través del Dee i dividia els territoris de brigants i ordòvics. La Legio II Adiutrix va iniciar la construcció d'una fortalesa de legionaris a mitjan dècada dels 70.
La fortalesa (situada en un cingle de roca gres) dominava el pont sobre el riu i es localitzava a la rodalia d'un port natural, que avui correspon a l'hipòdrom de Roodee; a més, la curvatura del riu brindava protecció de possibles atacs procedents del sud o de l'oest. Tot el Dee era navegable, a excepció d'una zona amb roques afilades roques; el fet de situar la fortalesa passat aquest punt dificultaria l'accés al port. És probable que la fortalesa necessités uns 2.400.000 l d'aigua al dia; el subministrament d'aigua depenia de la que s'obtenia als déus naturals dels suburbis de Boughton, 1,6 km cap a l'est.

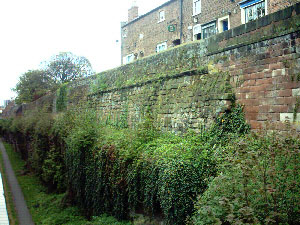
Es pot veure una secció original de la muralla des del northgate.

Uns lingots de plom descoberts a Chester indiquen que la construcció de Deva va començar l'any 74. És factible que ja s'hi haguessin construït anteriorment edificis militars a l'indret; encara que si hagués estat així, haurien estat demolits per a fer lloc la fortalesa. Els primers edificis es van construir en fusta; no obstant això, els esmentats edificis van ser reemplaçats de forma gradual per estructures locals permanents construïdes en gres. El lloc era defensat per una muralla de sorra, fang, runes i troncs, i que tenia 6 metres d'alçària, i una rasa de 3 metres d'ample i 1,5 metres de profunditat.
Aquesta fortalesa tenia la tradicional forma de «carta» present als castrum romans - rectangular amb les cantonades arrodonides - i al seu interior hi havia quatre portes situades al nord, al sud, a l'est i a l'oest. Cobria una superfície de 25 hectàrees; de fet, constituïa la fortalesa més extensa construïda a Britànnia durant la dècada dels 70. S'estima que es van emprar 24.664 tones de fusta en la primera fase de la construcció, perquè per a l'edificació dels edificis annexos a Deva, com el port o l'amfiteatre, se'n van caldre 31.128 tones. A l'interior s'hi van construir barracons, graners (horrea), casernes militars (principia) i termes.> Totes les barraques tenien les mateixes dimensions: 82,5 metres d'alt i 11,8 metres d'ample.
És probable que el nom de Deva Victrix derivi de la protectora del Dee; deessa en llatí es diu diva o dea. Una  alternativa suggereix que els romans van prendre directament el nom que empraven els britons per referir-se al riu. L'adjectiu victrix significa victorios, triomfant, vencedor en llatí. - present en el nom de la fortalesa - té el seu origen en la Legió XX Valèria Victrix; aquesta legió emprava aquesta fortalesa com a base. d'altra banda, el nom de la ciutat de Chester deriva del mot llatí castrum , que vol dir «campament militar»: «-chester, -cester, -caster» són sufixos comuns en la toponímia ciutats angleses que van sorgir dels campaments romans.

### LegióxxValèria Victrix

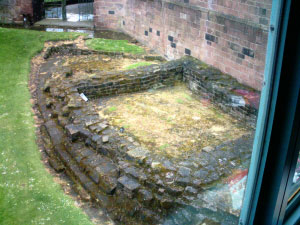
Restes de la torre romana a la cantonada sud-est del campament. Aquesta torre és una de les vint-i-dos que va construir la Legió XX Valèria Victrix.

L'any 88, l'emperador Domicià va enviar la Legio II Adiutrix -que fins llavors era acantonada a Deva Victrix- a la zona inferior del Danubi. Després que aquesta legió se n'anés, la Legió XX Valèria Victrix va abandonar el fort que havia construït a Escòcia a Inchtuthil i es va traslladar a aquesta fortalesa. Quan hi va arribar, la legió va començar a reconstruir Deva primer de fusta i, a la darreria del segle i, pedra. La nova muralla de la fortalesa tenia 1,36 metres de gruix a la base i 1,06 metres de gruix a la part superior. Es van construir 22 torres a intervals regulars d'uns seixanta metres; aquestes torres tenien una dimensió de 6,5 metres quadrats. Es va ampliar la rasa fins que va assolir 7,5 metres d'ample i 2,45 de profunditat. Hom calcula que s'hi van emprar 55.452 tones de pedra. Els barracons de fusta van ser reemplaçats per edificis de pedra d'una mida similar.

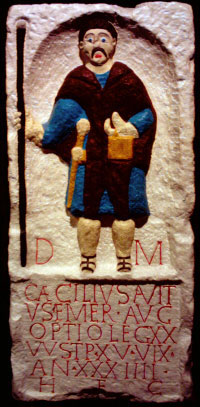
Làpida de Cecili Avit, un optio de la Legió XX Valèria Victrix

Almenys una part de la Legió XX va participar en la construcció del Vallum Romanum. El fet que aquests soldats se n'anessin, va causar que determinats sectors de la fortalesa s'anessin degradant o fossin abandonats. Aquesta legió va prendre part de la campanya que Clodi Albí va realitzar a la Gàl·lia (196). Després de la derrota del governador brità a la batalla de Lió, la Legió XX Valèria Victrix es va retirar de nou a la Britànnia.
A començaments del segle iii es va ordenar la reconstrucció de Deva arran de la campanya expansionista que es va realitzar a costa de les tribus bàrbares durant el regnat de Septimi Sever; aquesta vegada es van emprar 309.181 tones mètriques de pedra. Els escriptors cristians Gilda i Beda afirmen que els màrtirs Juli i Aaron van ser assassinats a la «ciutat de les legions». No obstant aquest fet, els historiadors relacionen aquesta «ciutat» amb Isca Augusta (Caerleon). Un segle després s'ordenà la tornada de part dels soldats que conformaven la legió i la guarnició acantonades a Deva; aquesta decisió responia a la política imperial a què van estar subjectes la resta de les forces de l'Imperi.

### Declivi i abandonament
La troballa de monedes romanes a Chester testifica la presència de soldats romans a l'indret fins a l'any 383. De fet, els principals edificis de la fortalesa es van mantenir en bon estat fins a la segona meitat del segle iv i d'altra banda, les casernes de Deva van continuar estant habitades. Podria ésser que la retirada total dels efectius de Chester es produís després que Magne Clement Màxim envaís la Gàl·lia (383). El Notitia Dignitatum - escrit devers l'any 395 - posa de manifest l'absència d'unitats militars a Deva; aquesta afirmació indica que la fortalesa ja era abandonada en aquesta època. Si va tornar a emprar-se aquesta fortalesa en alguna ocasió va ser l'any 410, quan els romans es van retirar de Britànnia i l'emperador romà d'Occident (Honori) va anunciar a les ciutats de la Gran Bretanya que les defenses que s'havien construït a la Gran Bretanya constituïen la última protecció davant els invasors; per això, és probable que els civils continuessin utilitzant aquesta fortalesa per a defensar-se dels atacs procedents del Mar d'Irlanda.
L'abandonament de Chester va continuar a menor escala després de la marxa de les legions imperials. La major part dels edificis van acabar en mal estat, encara que algunes de les edificacions més importants van continuar dempeus durant algun temps. Malgrat això, és probable que la ciutat continués sent el centre militar i administratiu de la regió. Chester es va convertir -després de l'arribada dels anglosaxons- en un assentament conegut com a Legacaestir, terme que significa «ciutat de les legions» en anglosaxó. Encara que no existeixen proves que ho evidenciïn, els cronistes medievals van afirmar que l'Església de Sant Pere i Sant Pau -l'actual Catedral de Chester- era d'origen romà. Els murs de la fortalesa es van reparar i es van afegir noves defenses després de la conversió de Chester en un burh anglosaxó (907). Es van robar
 les eines de maçoneria romana; eines que serien reutilitzades en èpoques posteriors.
El segle xiv, Ranulf Higdon -un monjo de Chester- va descriure algunes de les restes romanes que hi havia a la fortalesa, incloent el sistema de clavegueram i les làpides. Tres segles després, els antiquaris van començar a interessar-se en les restes. Aquest interès s'incrementarà amb els relats sobre Deva Victrix i amb els descobriments que es van realitzar, tals com un altar dedicat a Júpiter Tanaro. Júpiter Tanaro -o Tanaris- era la versió romanitzada del déu celta Taranis; Taranis és l'equivalent celta de Júpiter, déu del tro.
 El 1725, William Stukeley va escriure sobre l'existència d'uns arcs romans a la porta oriental de la ciutat, els quals van ser demolits el 1768. Un segle després van continuar efectuant-se descobriments de forma accidental; poc abans de la conclusió d'un pla urbanístic del segle xviii es va trobar el complex que allotjava les termes de les legions. La Societat Arqueològica de Chester, fundada el 1849, va realitzar un considerable nombre de descobriments a la zona, i va posar en marxa una sèrie d'excavaciones. El 1886 s'hi va obrir el Museu Grosvenor per a exposar les troballes. Entre els descobriments que va fer aquesta societat destaquen les restes d'alguns edificis de la fortalesa i els assentaments que es van construir al seu voltant. Entre 1962 i 1999 s'hi van realitzar uns cinquanta excavacions dins i fora de la fortalesa. Al final d'aquestes excavacions es va obtenir nova informació sobre Deva Victrix. Van ser finançades per l'Ajuntament de Chester en col·laboració amb l'English Heritage que va fer una sèrie d'excavacions en als voltants de l'amfiteatre (2007-2009).

## Canabae legionis
A l'entorn de l'assentament civil (canabae legionis) que es va establir als voltants de la fortalesa durant l'ocupació romana va aparèixer un grup de comerciants que van fer bon negoci amb els soldats destinats a Deva. En comptes de per l'exèrcit, aquest assentament era administrat per un consell electe; no obstant això, a conseqüència que molts soldats es retiraven al canabae legionis, aquest era a tots els efectes una colònia de veterans. Els cementiris eren a la vora del camí que conduïa a l'assentament, convenientment separat de les zones urbanes. El Museu Grosvernor compta amb més de 150 làpides, constituint així la col·lecció més gran de làpides romanes originàries d'un únic emplaçament de tot el territori britó. Malgrat això, els soldats van emprar un considerable nombre de tombes a fi de reparar la part nord de la muralla. L'assentament es va estendre fins a localitzar-se a l'est, sud i oest de la fortaleza; així mateix, es van edificar tendes a 300 metres de la zona emmurallada.  A l'est de la fortalesa es trobava el terreny pel qual els soldats celebraven les desfilades; al nord es van edificar els banys, i al sud un mansio, un enorme edifici que servia perquè s'allotgessin els funcionaris governamentals. Els edificis del canabae originalment eren de fusta, però a començament del segle II es van reconstruir de pedra. La població d'aquest assentament va augmentar durant el transcurs dels segles ii i iii, i va continuar a serhabitat després de la marxa de les legions, passant a formar part de la moderna ciutat de Chester.